# Кондеон
Кондеон (фр. Condéon) насеље је и општина у западној Француској у региону Поату-Шарант, у департману Шарант која припада префектури Коњак.
По подацима из 2011. године у општини је живело 569 становника, а густина насељености је износила 18,12 становника/km². Општина се простире на површини од 31,4 km². Налази се на средњој надморској висини од 72 метара (максималној 162 m, а минималној 63 m).

## Демографија
| 1962. | 1968. | 1975. | 1982. | 1990. | 1999. | 2011. |
| ----- | ----- | ----- | ----- | ----- | ----- | ----- |
| 585   | 603   | 533   | 518   | 553   | 540   | 569   |

График промене броја становника у току последњих година